# Tsar Kalojan
Tsar Kalojan (bulgariska: Цар Калоян) är en ort i Bulgarien.   Den ligger i kommunen Obsjtina Tsar Kalojan och regionen Razgrad, i den nordöstra delen av landet, 260 km öster om huvudstaden Sofia. Tsar Kalojan ligger 209 meter över havet och antalet invånare är 3 994.
Terrängen runt Tsar Kalojan är platt åt nordost, men åt sydväst är den kuperad. Närmaste större samhälle är Vetovo, 9,3 km norr om Tsar Kalojan.
Trakten runt Tsar Kalojan består till största delen av jordbruksmark. Runt Tsar Kalojan är det ganska glesbefolkat, med 36 invånare per kvadratkilometer.